# Балка Черемисова
Балка Черемисова — річка в Україні, у Новомиколаївському районі Запорізької області. Права притока Верхньої Терси (басейн Дніпра).

## Опис
Довжина річки 12 км, похил річки 3,4 м/км. Площа басейну 70,4 км². Місцями пересихає.

## Розташування
Бере початок на південному заході від села Рибальське. Тече переважно на північний захід понад Самійлівкою, через Тернівку і впадає в річку Верхню Терсу, ліву притоку Вовчої. 
Річку перетинає автошлях Т 0408.